# Stereonephthya rakaiyae
Stereonephthya rakaiyae is een zachte koraalsoort uit de familie Alcyoniidae. De koraalsoort komt uit het geslacht Stereonephthya. Stereonephthya rakaiyae werd in 1908 voor het eerst wetenschappelijk beschreven door Hickson & Hiles. 